# Eviota ancora
Eviota ancora är en fiskart som beskrevs av Greenfield och Suzuki 2011. Eviota ancora ingår i släktet Eviota och familjen smörbultsfiskar. Inga underarter finns listade i Catalogue of Life.